# Veszela Ljuckanova
Veszela Ljuckanova Весела Люцканова, (Szófia, 1935. augusztus 21.) bolgár tudományos-fantasztikus írónő.

## Élete
Három éves koráig élt együtt szüleivel, ekkor anyja gümőkórban meghalt, apját pedig kommunista meggyőződése miatt bebörtönözték. Árvaházba került, itt élte át 1944. január 10.-én Szófia második világháború alatti legsúlyosabb bombázását. Az élmény miatt részleges amnéziát kapott, emlékeit csak serdülőkorában kezdte visszakapni. A háború után a lovecsi Ljuckan Ljuckanov családja fogadta örökbe, e városban nőtt fel. Tanulmányait a szófiai Építőmérnöki Főiskolán végezte, ezután tervezőként és tervező-asszisztensként dolgozott. A Bolgár Írószövetség Irodalmi alapja titkárhelyettese, a Строител című lap és a Народна младеж kiadó szerkesztője volt.
1992 után két lányával közösen megalapította a Весела Люцканова magánkiadót, ahol komoly szerepet vállalt Kurt Vonnegut munkáinak bolgár megismertetésében. Egyes kutatók véleménye szerint a világ sci-fi irodalmában ő volt az első, aki a "klón" kifejezést használta, 1971-ben megírt (1975-ben megjelent) Клонинги (Klónok) című regényében.
Magyarul egyetlen novellája jelent meg a Galaktika 29. számában A küldött címmel (neve tévesen Veszel Ljuckanov alakban került feltüntetésre).

## Fordítás
- Ez a szócikk részben vagy egészben  a(z)   Весела Люцканова című bolgár Wikipédia-szócikk ezen változatának fordításán alapul.  Az eredeti cikk szerkesztőit annak laptörténete sorolja fel. Ez a jelzés csupán a megfogalmazás eredetét és a szerzői jogokat jelzi, nem szolgál a cikkben szereplő információk forrásmegjelöléseként.